# Датча
Датча (тур. Datça) — місто і район в Туреччини, в провінції Мугла. Район розташований на півострові Решадіє  (в античній географії — Кнідський півострів), що витягнувся майже на 100 кілометрів. Районному центру Датча підпорядковується 9 сіл.

## Історія
В античні часи на цій території знаходився місто Книд. Згодом територія входила до складу Римської імперії, Візантії, бейлика Ментеше, з XV століття — у складі Османської імперії. На початку XX столітті місто деякий час носив назву Решадіє — на честь султана Мехмеда V Решада.

## Населення
Національний склад: греки — 80 %, турки — 20 %.